# Abdul Rahman Baba
Abdul Rahman Baba, eller bara Baba Rahman, född 2 juli 1994, är en ghanansk fotbollsspelare som spelar för Paok. Han har även representerat det ghananska landslaget. Baba Rahman spelar som vänsterback.

## Karriär
Den 30 januari 2021 lånades Rahman ut av Chelsea till Paok på ett låneavtal över resten av säsongen 2020/2021.
Den 27 augusti 2021 lånades Rahman ut till Reading på ett säsongslån.
Den 31 augusti 2022 återvände Rahman till Reading på ännu ett säsongslån.
Den 10 juli 2023 värvades Rahman av Paok, där han skrev på ett treårskontrakt.